# 谢兹
谢兹（法語：Chèze，法語發音：[ʃɛz]）是法国上比利牛斯省的一个市镇，位于该省西南部，属于阿热莱斯加佐斯特区。

## 地理
谢兹（42°54'23"N, 0°1'47"W）面积10.07 平方千米，位于法国奧克西塔尼大區上比利牛斯省，该省份为法国西南部内陆省份，北至热尔省，西接大西洋比利牛斯省，南与西班牙接壤，东临上加龙省。
与谢兹接壤的市镇（或旧市镇、城区）包括：维勒隆格、科特雷、萨利戈斯、维耶伊、维斯科斯。

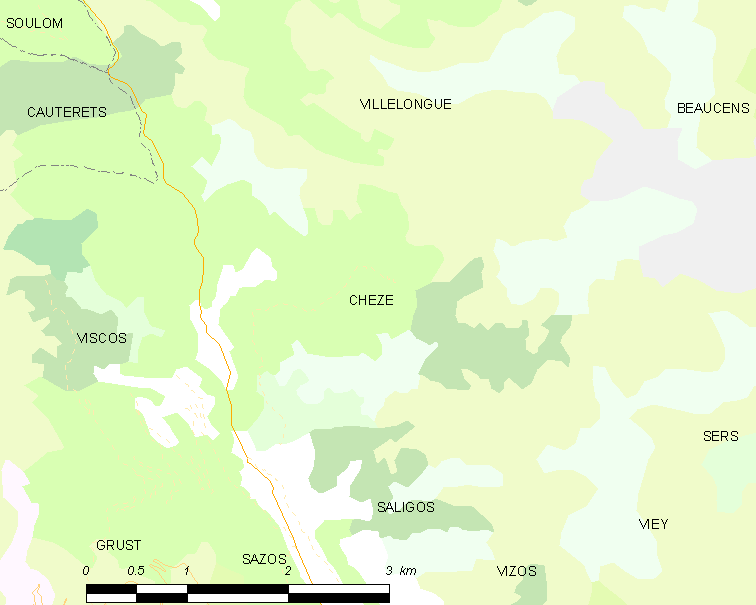
谢兹的OSM定位图

谢兹的时区为UTC+01:00、UTC+02:00（夏令时）。

## 行政
谢兹的邮政编码为65120，INSEE市镇编码为65145。

## 政治
谢兹所属的省级选区为激流谷县。

## 人口

1962-2008年间谢兹人口变化图示

谢兹于2022年1月1日时的人口数量为49人。